# Helicopsyche ochthephila
Helicopsyche ochthephila là một loài Trichoptera trong họ Helicopsychidae. Chúng phân bố ở vùng Tân nhiệt đới.